# Iwona Paradowska-Stankiewicz
Iwona Anna Paradowska-Stankiewicz – polska epidemiolog, dr hab. nauk medycznych, adiunkt Narodowego Instytutu Zdrowia Publicznego – Państwowego Zakładu Higieny.

## Życiorys
W 1995 ukończyła studia na Wydziale Lekarskim Uniwersytetu Medycznego w Łodzi, 18 czerwca 2002 obroniła pracę doktorską „Sposób żywienia, stan odżywienia i zawartość niektórych biopierwiastków we włosach jako wskaźniki stanu zdrowia w wybranej grupie młodzieży”, następnie w dniu 28 lutego 2023 roku uzyskała stopień doktora habilitowanego na podstawie cyklu publikacji pod tytułem „Wiedza żywieniowa rodziców jako czynnik decydujący o kształtowaniu prawidłowych nawyków żywieniowych dzieci w wieku 0–6 lat”.
Pracowała w Katedrze Higieny i Epidemiologii na Uniwersytecie Medycznym w Łodzi, oraz piastuje funkcję adiunkta w Narodowym Instytucie Zdrowia Publicznego – Państwowego Zakładu Higieny.
Jest członkiem Polskiego Towarzystwa Wakcynologii.